# Kalendarium historii średniowiecza

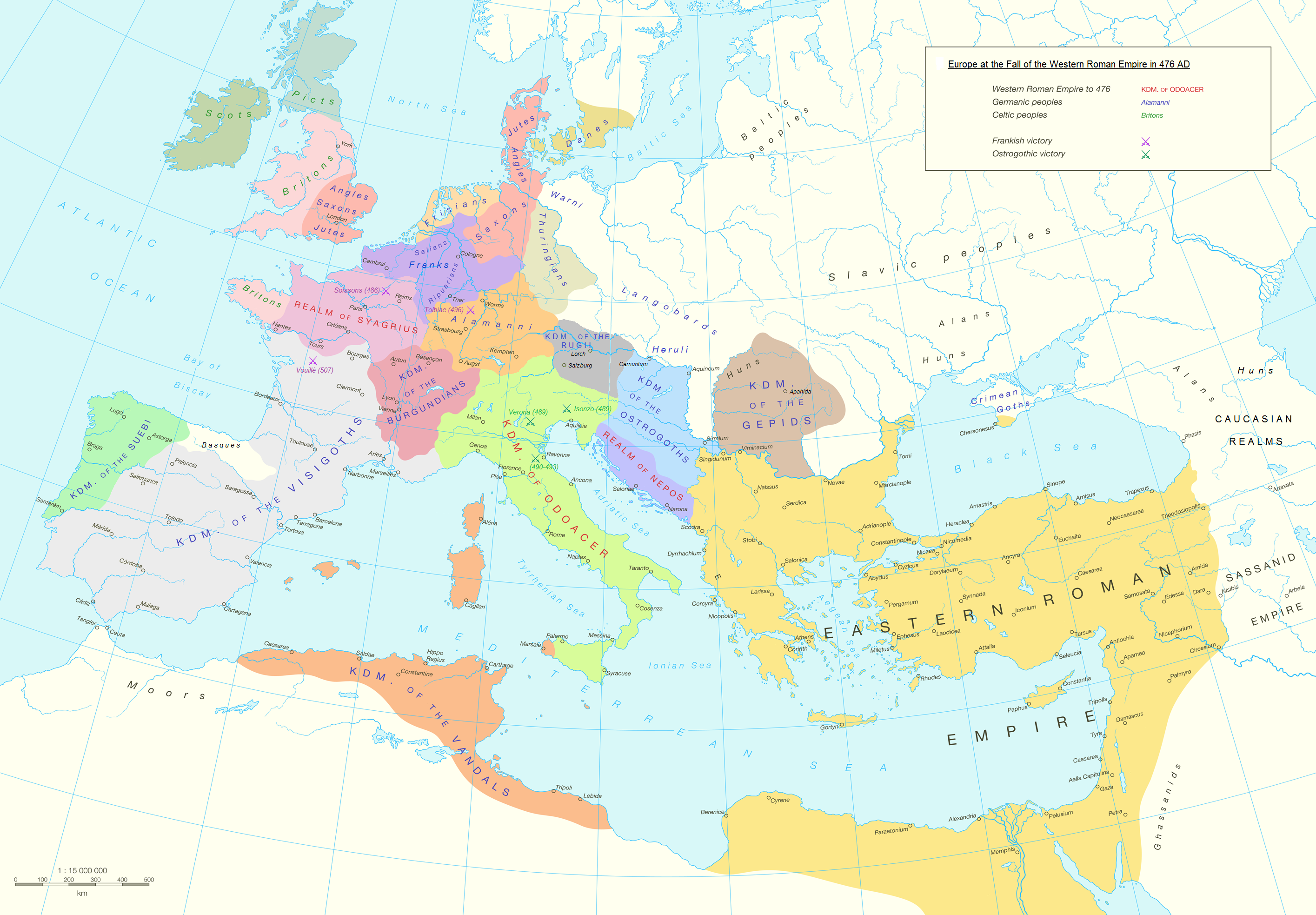
Europa i Bliski Wschód w 476 r.

Historia średniowiecza – część historii obejmująca okres w dziejach Europy i Bliskiego Wschodu pomiędzy starożytnością a czasami nowożytnymi. Okres ten zwany jest średniowieczem.
Granice czasowe średniowiecza nie są ściśle ustalone. Tradycyjnie przyjmuje się, że rozpoczyna się upadkiem imperium rzymskiego w 476 r.n.e., a kończy zdobyciem Konstantynopola przez Turków i upadkiem Cesarstwa Bizantyjskiego w 1453 r. lub odkryciem Ameryki przez Krzysztofa Kolumba w 1492. Kwestia granic czasowych średniowiecza omówiona jest dokładniej w artykule ramy czasowe średniowiecza.
Ważniejsze daty w historii średniowiecza:
- 313 – Edykt tolerancyjny Konstantyna I Wielkiego, tzw. edykt mediolański, dający swobodę wyznania chrześcijanom.
- 378, 9 sierpnia – Bitwa pod Adrianopolem, w której wojska cesarza wschodniorzymskiego Walensa zostały rozgromione przez Wizygotów pod wodzą Fritigerna.
- 406, 31 grudnia – wkroczenie poprzez zamarznięty Ren na terytorium cesarstwa Swebów, Wandalów i Alanów. Ostateczne załamanie się obrony rzymskiej na wzdłuż limesu.
- 451 – Sobór chalcedoński
- 476 – Zamach Odoakra – zdetronizowanie ostatniego cesarza zachodniorzymskiego panującego w Rzymie Romulusa Augustulusa.
- 496 – Chlodwig I z dynastii Merowingów przyjął chrzest z Rzymu.
- 507 – Pierwsza wersja prawa salickiego, spisanego w państwie Franków za czasów króla Chlodwiga I.
- 511 – Śmierć Chlodwiga I. Podział państwa Franków pomiędzy synów Chlodwiga.
- 527–565 – Panowanie cesarza Justyniana I Wielkiego – kodyfikacja wszystkich rzymskich praw.
- 529
  - Benedykt z Nursji założył klasztor na Monte Cassino.
  - Zamknięcie przez Justyniana I Wielkiego Akademii Platońskiej w Atenach.
- 550 – Początek ekspansji Słowian na Bałkanach.
- 570 – Narodziny Mahometa.
- 600–900 – Rozkwit cywilizacji Majów w Ameryce Środkowej.
- 622 – Ucieczka Mahometa z Mekki do Medyny (Hidżra).
- 630 – Początek osiedlania się Serbów i Chorwatów w Illiricum.
- 632 – Śmierć Mahometa.
- 732, 25 października – Bitwa pod Poitiers, znana także jako bitwa pod Tours – bitwa stoczona między armią arabską pod wodzą Abd ar-Rahmana a wojskami frankijskimi majordoma królestwa Karola Młota i księcia Akwitanii Odona Wielkiego.
- 751
  - Zamach stanu Pepina Krótkiego, majordoma króla Franków Childeryka III, który zdetronizował Childeryka III, ostatniego króla Franków z dynastii Merowingów.
  - Układ między papieżem Zachariaszem a Pepinem Krótkim. Papież Zachariasz wydał formalne rozporządzenie, aby tytuły królewskie nadawano tym, którzy formalnie sprawują władzę, czym faktycznie poparł odebranie władzy królowi Childerykowi III przez Pepina Krótkiego.
- 756 – Założenie Państwa Kościelnego przez Pepina Krótkiego.
- 768 – Śmierć Pepina Krótkiego. Rządy w państwie Franków objęli jego dwaj synowie Karloman i Karol.
- 771 – Śmierć Karlomana. Karol objął rządy królewskie w całym państwie Franków.
- 793 – Najazd wikingów na Klasztor Lindisfarne. Data ta otwiera erę ekspansji wikingów.
- 800, 25 grudnia – Koronacja na cesarza rzymskiego króla Franków Karola Wielkiego. Odnowienie cesarstwa rzymskiego na Zachodzie.
- 800–950 – Początek państwa Polan.
- 814 – Śmierć cesarza 	Karola Wielkiego. Cesarzem państwa Franków został Ludwik Pobożny, najmłodszy syn Karola Wielkiego.
- 830 – Powstanie państwa wielkomorawskiego.
- 843 – Traktat w Verdun. Po śmierci Ludwika Pobożnego państwo Franków podzielone zostało pomiędzy jego synów: Lotara, Karola Łysego i Ludwika Niemieckiego. Podział ten zainicjował proces tworzenia się państw Francji, Niemiec i Włoch.
- 850 – Początek państwa Wiślan.
- 864 – Chrzest Bułgarii.
- 882 – Zjednoczenie Kijowa i Nowogrodu.
- 911 – Śmierć Ludwika Dziecię, koniec dynastii Karolingów.
- 919 – Początek dynastii saskiej na tronie niemieckim – elekcja Henryka Ptasznika na króla Niemiec.
- 928 – Wyprawa Henryka Ptasznika przeciwko Słowianom.
- 929 – Hołd czeski Henrykowi Ptasznikowi.
- 955, 10 sierpnia – Bitwa na Lechowym Polu koło Augsburga, stoczona pomiędzy rycerstwem niemieckim pod wodzą króla niemieckiego Ottona I, posiłkowanym przez Czechów, a wojskami Madziarów (Węgrów). Bitwa zakończona klęską Węgrów.
- 960–992 – Panowanie Mieszka I.
- 962, 2 lutego – Koronacja cesarska Ottona I.
- 966 – Chrzest Mieszka I .
- 968 – Utworzono pierwsze biskupstwo misyjne w Poznaniu.
- 969 – Zamordowanie Nicefora Fokasa, cesarzem Bizancjum został Jan Tzimiskes.
- 972, 24 czerwca – Bitwa pod Cedynią pomiędzy wojskami księcia Polan – Mieszka I a wojskami margrabiego Marchii Wschodniej – Hodona. Bitwa zakończona klęską wojsk niemieckich.
- 981 – Utrata przez Polskę Grodów Czerwieńskich.
- 988 – Chrzest Włodzimierza Kijowskiego w Chersoniu przyjęty z Bizancjum.
- 991 lub 992 – Sporządzenie dokumentu Dagome iudex, będącego prawdopodobnie regestem dokumentu, którego wystawcą był Mieszko I. W dokumencie tym Mieszko oddał swoje państwo pod papieską opiekę.
- 993 – Założenie Delhi w Indiach.
- 997 – Śmierć św. Wojciecha nad jeziorem Drużno w trakcie misji chrystianizacyjnej Prusów.
- 999 – Kanonizacja św. Wojciecha.
- 1000
  - Zjazd Gnieźnieński.
  - Wyprawa wikingów do Ameryki Północnej.
- 1018, 30 stycznia – Pokój w Budziszynie zawarty między Świętym Cesarstwem Rzymskim a Polską. Na jego mocy Polska zatrzymała Milsko, Łużyce i Morawy, a cesarz przyrzekł pomóc w planowanej przez Bolesława Chrobrego wyprawie na Kijów.
- 1025
  - Koronacja Bolesława Chrobrego.
  - Koronacja Mieszka II Lamberta.
- 1054 – schizma wschodnia –  rozłam chrześcijaństwa na wschodnie i zachodnie.
- 1066 – Najazd wojsk normandzkich Wilhelma Zdobywcy na Anglię.
- 1066, 14 października – Bitwa pod Hastings w południowo-wschodniej Anglii.
- 1075 – Dictatus Papae.
- 1077 – Henryk IV pod murami Kanossy.
- 1080, 25 czerwca – Synod biskupów niemieckich uznał Grzegorza VII za antypapieża
- 1085 – Wilhelm Zdobywca, król Anglii, wydał kataster podatkowy Domesday Book.
- 1095, 18 listopada – Synod w Clermont. Papież Urban II ogłosił hasło wojny świętej, czym zapoczątkował wyprawy krzyżowe.
- 1096 – Pierwsza wyprawa ludowa do Ziemi Świętej.
- 1096–1099 – I wyprawa krzyżowa.
- 1113 – Uznanie przez papieża Paschalisa II zakonu Rycerzy Szpitala Jerozolimskiego św. Jana Chrzciciela, znanych później jako joannici (później szpitalnicy).
- 1122 – Konkordat w Wormacji – koniec sporu o inwestyturę, ale nie o dominum mundi.
- 1138 – Bolesław Krzywousty wydał tzw. statut Bolesława Krzywoustego – akt polityczny ustalający zasady następstwa tronu i wprowadzający podział terytorialny Polski między synów Krzywoustego.
- 1147 – Założenie Moskwy.
- 1147 – Druga wyprawa ludowa do Ziemi Świętej.
- 1147–1149 – II wyprawa krzyżowa.
- 1152, 4 marca – Koronacja Fryderyka I Rudobrodego (Barbarossa) na króla niemieckiego.
- 1155, 18 czerwca – Koronacja Fryderyka I Rudobrodego na cesarza rzymskiego.
- 1161 – Powstała I Hanza.
- 1164 – Konstytucje z Clarendon
- 1167 – Sobór Katarski w Saint-Felix-de Caraman.
- 1170, 29 grudnia – Zamordowanie Tomasza Becketa, arcybiskupa Canterbury.
- 1189–1192 – III wyprawa krzyżowa.
- 1190, 10 czerwca – Śmierć cesarza rzymskiego Fryderyka I Rudobrodego (Barbarossa).
- 1200 – Upadek cywilizacji Tolteków w Ameryce Środkowej.
- 1202–1204 – IV wyprawa krzyżowa.
- 1204, 12 kwietnia – Zdobycie Konstantynopola przez krzyżowców.
- 1206 – Powstanie państwa Czyngis-chana.
- 1210 – Rycerze krzyżowi opanowali Inflanty.
- 1212 – Krucjata dziecięca.
- 1213 – Rozbicie albigensów przez krzyżowców.
- 1214, 27 lipca – Bitwa pod Bouvines pomiędzy siłami cesarza niemieckiego Ottona IV i króla angielskiego Jana bez Ziemi a wojskami króla Francji Filipa II Augusta. Zwyciężyły wojska francuskie.
- 1215
  - Sobór laterański.
  - Wielka Karta Swobód – akt wydany przez króla Anglii Jana bez Ziemi pod naciskiem możnowładztwa, ograniczający władzę monarszą w dziedzinie skarbowej i sądowniczej.
  - Zdobycie Pekinu przez Czyngis-Chana.
- 1217–1221 – V wyprawa krzyżowa.
- 1220 – Powstanie „Kroniki” Wincentego Kadłubka.
- 1228–1229 – Prywatna krucjata cesarza Fryderyka II
- 1241 – Pierwszy najazd Tatarów na Polskę, bitwa pod Legnicą.
- 1243, 26 czerwca – Bitwa pod Köse Dağ. Armia mongolska pod dowództwem Bajdżu pobiła armię seldżucką sułtana Kaj Chusrau II.
- 1244 – Rzeź Albigensów pod Montségur.
- 1248–1250 – VI wyprawa krzyżowa.
- 1258 – Prowizje oksfordzkie.
- 1258, 10 lutego – zdobycie Bagdadu przez Mongołów. Koniec kalifatu Abbasydów.
- 1265 – Początek angielskiego parlamentaryzmu.
- 1270 – VII wyprawa krzyżowa.
- 1271–1295 – Podróż Marco Polo z Wenecji do Chin.
- 1291 – Upadek Akki, ostatniej twierdzy krzyżowców w Palestynie.
- 1300 – Założenie miasta Warszawy.
- 1302 – Po raz pierwszy zwołano Stany Generalne we Francji.
- 1309–1377 – Niewola Awiniońska (dwóch papieży awinioński i rzymski).
- 1320 – Koronacja Władysława I Łokietka.
- 1330 – Wprowadzenie w Europie podziału doby na 24 godziny.
- 1337–1453 – Wojna stuletnia między Anglią a Francją.
- 1347–1350 – Wielka epidemia dżumy w Europie.
- 1364 – Założenie Akademii Krakowskiej.
- 1368–1644 – Dynastia Ming w Chinach.
- 1377 – Jagiełło wstąpił na tron Litwy.
- 1378–1417 – Wielka schizma zachodnia.
- 1382 – Zdobycie Moskwy przez Tatarów.
- 1385, 14 sierpnia – Unia w Krewie – unia personalna Królestwa Polskiego z Wielkim Księstwem Litewskim.
- 1386 – Koronacja Władysława II Jagiełły na króla Polski.
- 1410, 15 lipca – Bitwa pod Grunwaldem.
- 1415, 6 lipca – Spalenie Jana Husa.
- 1415, 25 października – Bitwa pod Azincourt
- 1419 – Powstanie husyckie w Czechach.
- 1429 – Pierwsze wystąpienie Joanny d’Arc.
- 1439, 6 lipca – Unia florencka – próba zażegnania schizmy wschodniej.
- 1440–1444 – Unia polsko-węgierska.
- 1444, 10 listopada – Bitwa pod Warną między wojskami polsko-węgierskimi pod dowództwem króla polskiego i węgierskiego Władysława III Warneńczyka a wojskami tureckimi pod dowództwem sułtana Murada II. Bitwa wygrana przez Turków, poległ król Władysław III.
- 1453
  - Koniec wojny stuletniej między Anglią a Francją.
  - Zdobycie Konstantynopola przez Turków. Upadek cesarstwa Bizantyjskiego.
- 1455 – Ukazała się drukiem tzw. Biblia Gutenberga.
- 1457 – Wydanie Psałterza mogunckiego przez Gutenberga.
- 1474 – Pierwszy druk na ziemiach polskich (Calendarium anni Domini 1474 currentis).
- 1489 – Wit Stwosz ukończył ołtarz mariacki w Krakowie.
- 1492
  - Śmierć Kazimierza Jagiellończyka.
  - Zdobycie (rekonkwista) przez królową Izabelę Kastylijską ostatniego państwa muzułmańskiego na Półwyspie Iberyjskim, Grenady.
  - Odkrycie Ameryki przez Krzysztofa Kolumba.